# Orsmaal-Gussenhoven
Orsmaal-Gussenhoven est une section de la commune belge de Linter située en Région flamande dans la province du Brabant flamand. C'était une commune à part entière avant la fusion des communes de 1971.

## Évolution démographique
- Sources : INS, Rem. : 1831 jusqu'en 1970 = recensements, 1976 = nombre d'habitants au 31 décembre.

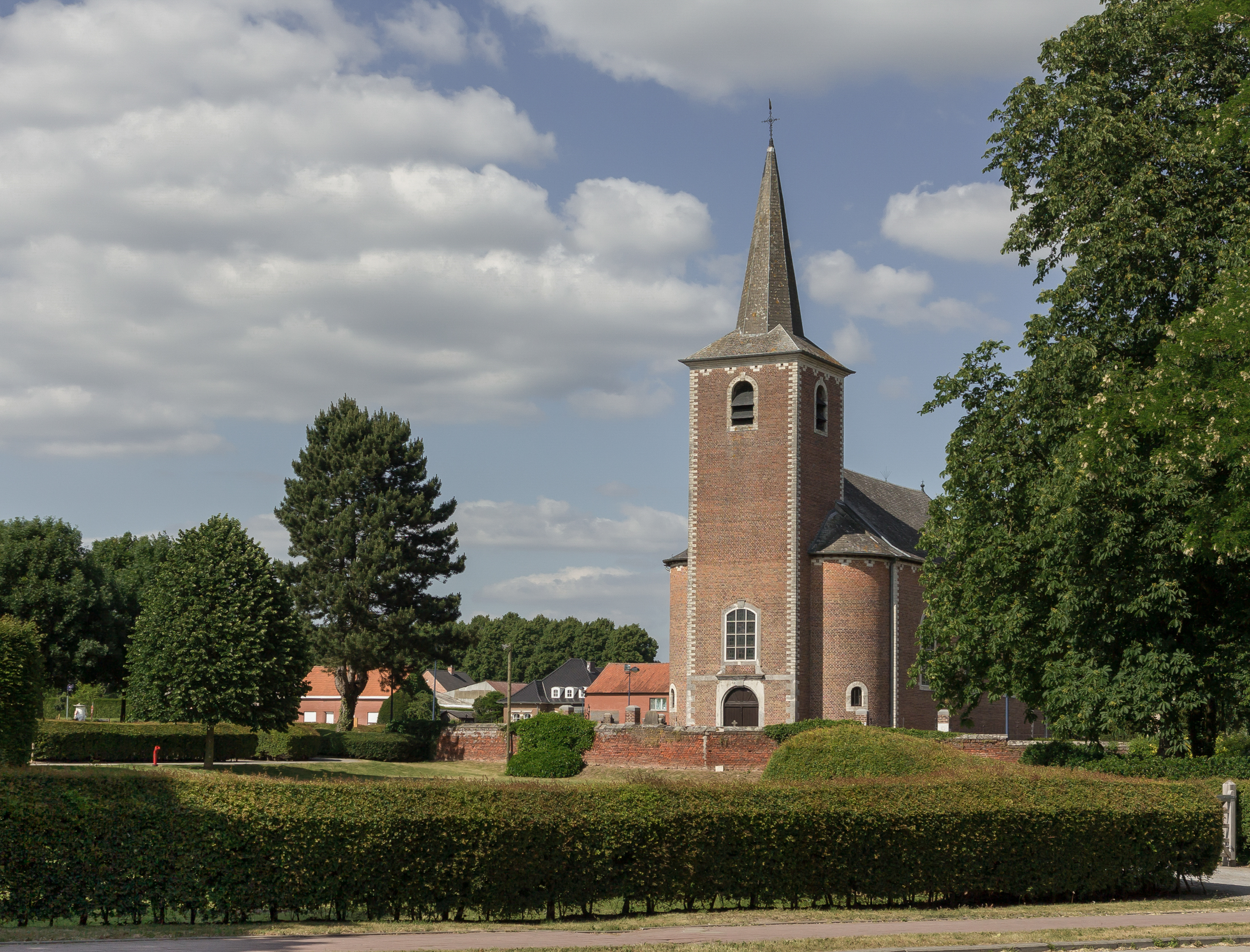
Orsmaal-Gussenhoven, l'église (de Sint Petrus-Pieterkerk) dans la rue